# شيرين آباد (مقاطعة فراهان)
شيرين‌آباد (بالفارسية: شیرین‌آباد) هي قرية تقع في مركزي في إيران. يقدر عدد سكانها بـ 843 نسمة .